# 185638 Erwinschwab
185638 Erwinschwab este un asteroid din centura principală de asteroizi.

## Descriere
185638 Erwinschwab este un asteroid din centura principală de asteroizi. A fost descoperit pe 1 martie 2008 la La Sagra par l'Observatorio Astronómico de Mallorca. Asteroidul prezintă o orbită caracterizată de o semiaxă mare de 2,38 ua, o excentricitate de 0,16 și o înclinație de 2,9° în raport cu ecliptica.